# Bori, Benin
Bori är en ort i Benin.   Den ligger i departementet Borgou, i den centrala delen av landet, 400 km norr om huvudstaden Porto-Novo. Bori ligger 316 meter över havet och antalet invånare är 15 708.
Terrängen runt Bori är platt. Det finns inga andra samhällen i närheten. 
Omgivningarna runt Bori är huvudsakligen savann. Runt Bori är det glesbefolkat, med 17 invånare per kvadratkilometer.